# Estética de Arthur Schopenhauer

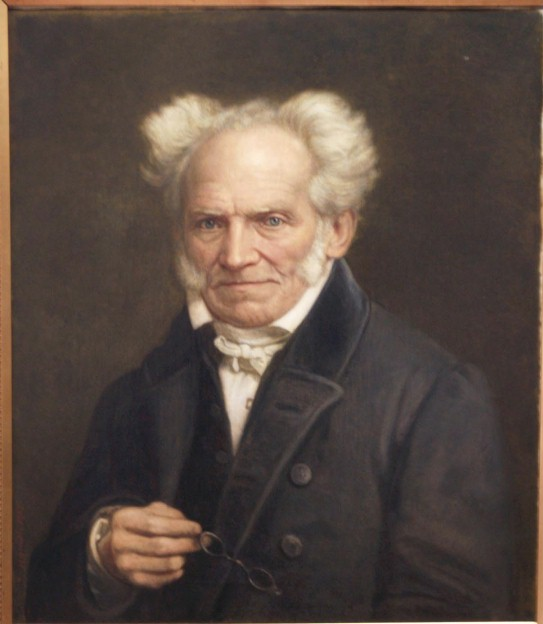
Schopenhauer afirmó que el arte proporciona el conocimiento de las ideas platónicas eternas y también resulta en un alivio temporal de las presiones del querer.

La estética de Arthur Schopenhauer resulta de su doctrina filosófica de la primacía de la voluntad metafísica como la cosa en sí kantiana, fundamento de la vida y de todo ser. En su obra principal, El mundo como voluntad y representación, Schopenhauer pensaba que si la conciencia o la atención están completamente absortas, absortas u ocupadas con el mundo como representaciones o imágenes indoloras, entonces no hay conciencia del mundo como una voluntad dolorosa. La contemplación estética de una obra de arte proporciona ese estado: una liberación temporal del sufrimiento que resulta de la esclavitud a la voluntad [necesidad, anhelo, urgencia, lucha] al convertirse en un espectador sin voluntad del "mundo como representación" [ imagen o idea mental]. El arte, según Schopenhauer, también proporciona un conocimiento esencial de los objetos del mundo de una manera más profunda que la ciencia o la experiencia cotidiana.
La teoría estética de Schopenhauer se introduce en el libro 3 de El mundo como voluntad y representación, vol. 1, y desarrollado en ensayos en el segundo volumen. Proporciona una explicación de lo bello (alemán: Schönheit ) y lo sublime (Das Erhabene), una jerarquía entre las artes (desde la arquitectura, la jardinería paisajística, la escultura y la pintura, la poesía, etc. hasta la música, el pináculo de las artes, ya que es una expresión directa de la voluntad), y la naturaleza del genio artístico.
La filosofía estética de Schopenhauer influyó en artistas y pensadores, incluidos los compositores Richard Wagner y Arnold Schönberg, el filósofo Friedrich Nietzsche y escritores asociados con el movimiento simbolista (Charles Baudelaire, Paul Verlaine, Stephane Mallarmé, Mihai Eminescu etc.).

## Una extensión de su filosofía

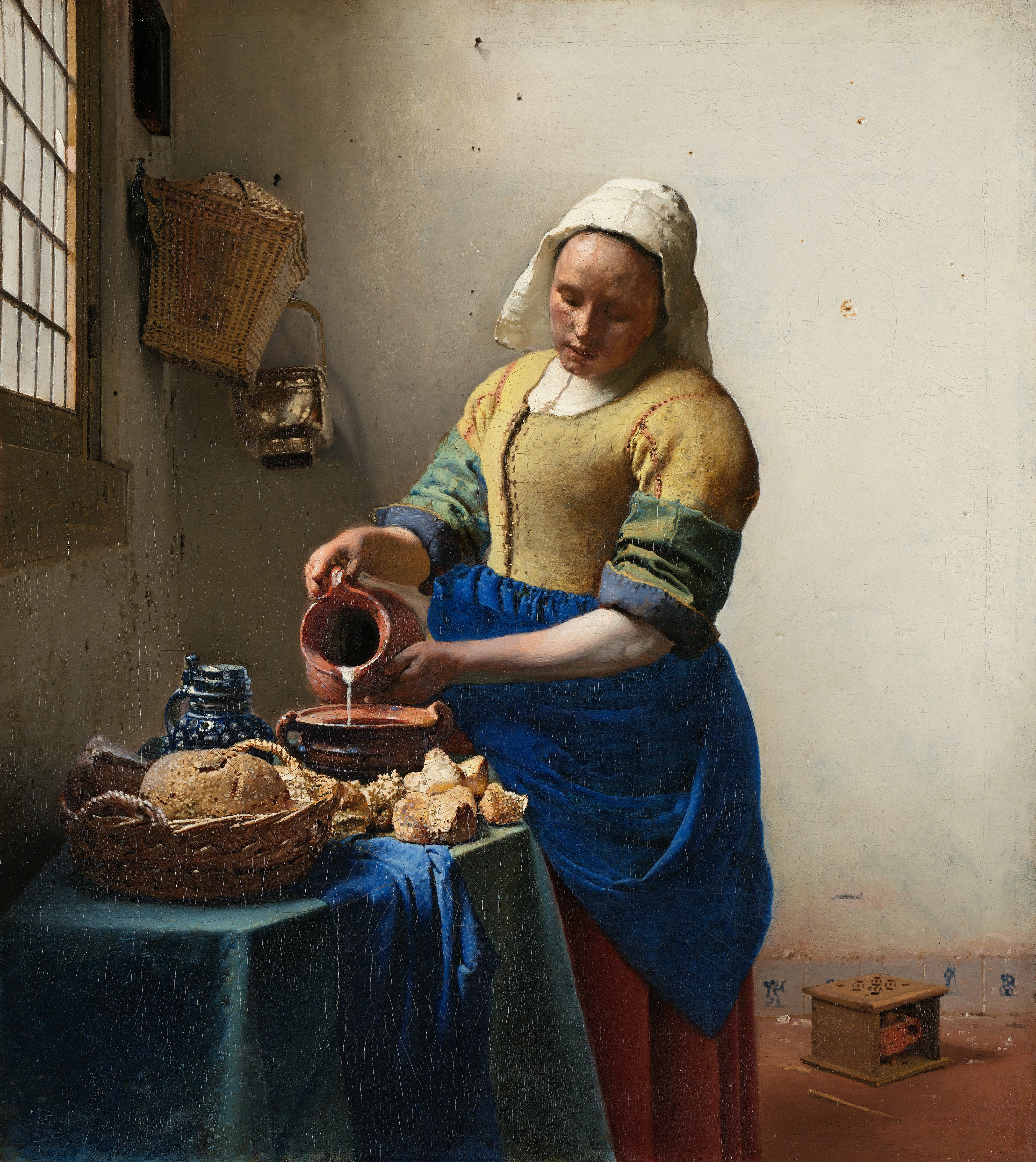
En su obra principal, Schopenhauer elogió a los artistas holandeses del Siglo de Oro, que "dirigieron tal intuición puramente objetiva a los objetos más insignificantes y erigieron un monumento perdurable a su objetividad y tranquilidad de espíritu en el bodegón, que el espectador estético contempla no sin emoción estético no contempla esto sin emoción".

Para Schopenhauer, la Voluntad es un deseo sin fin de perpetuarse, la base de la vida. El deseo engendrado por la Voluntad es la fuente de todo el dolor del mundo; cada deseo satisfecho nos deja con el aburrimiento o con algún nuevo deseo de ocupar su lugar. Un mundo esclavo de la voluntad es necesariamente un mundo de sufrimiento. Dado que la Voluntad es la fuente de la vida, y nuestros mismos cuerpos están estampados con su imagen y diseñados para servir a su propósito, el intelecto humano es, en el símil de Schopenhauer, como un hombre cojo que puede ver, pero que cabalga sobre los hombros de un gigante ciego.
Igualmente, la belleza humana es según el filósofo: "una expresión objetiva que designa la más perfecta objetivación de la voluntad en el más alto grado de su cognoscibilidad, la idea del hombre en general, expresada por entero en la forma intuida." Citando a Goethe expresa Schopenhauer: "Al que ve la belleza humana no le puede dañar ningún mal: se siente en consonancia consigo mismo y con el mundo”.  El sujeto de la cognición puro y sin voluntad sólo conoce las Ideas, no las cosas individuales: se trata de una clase de cognición que no se preocupa por las relaciones entre objetos de acuerdo con el principio de razón suficiente (tiempo, espacio, causa y efecto) y, en cambio, implica la absorción completa en el objeto.
La estética de Schopenhauer es un intento de romper con el pesimismo que naturalmente proviene de esta visión del mundo. Schopenhauer creía que lo que distinguía las experiencias estéticas de otras experiencias es que la contemplación del objeto de apreciación estética le permitía temporalmente al sujeto un respiro de la lucha del deseo y le permitía entrar en un reino de disfrute puramente mental, el mundo puramente como representación o Imagen mental. Cuanto más se preocupa la mente de una persona por el mundo como representación, menos siente el sufrimiento del mundo como voluntad. Schopenhauer analizó el arte a partir de sus efectos, tanto en la personalidad del artista como en la personalidad del espectador.
Creía que lo que da valor a las artes como la literatura y la escultura es la medida en que incorporan percepciones puras. Pero, al estar preocupados por las formas humanas (al menos en la época de Schopenhauer) y las emociones humanas, estas formas de arte eran inferiores a la música, que siendo una manifestación directa de la voluntad, era para la mente de Schopenhauer la forma de arte más elevada. La filosofía de la música de Schopenhauer influyó en las obras de Richard Wagner. Wagner era un lector entusiasta de Schopenhauer y recomendó la lectura de Schopenhauer a sus amigos. Sus trabajos publicados sobre teoría musical cambiaron con el tiempo y se alinearon más con el pensamiento de Schopenhauer a lo largo de su vida. Schopenhauer había dicho que la música era más importante que el libreto en la ópera.[cita requerida]
La música es, según Schopenhauer, una expresión inmediata de la voluntad, la realidad básica del mundo experimentado, porque era la que representaba la voluntad misma sin que apareciera como sujeta al principio de razón suficiente, por lo tanto como un objeto individual. Según Daniel Albright, "Schopenhauer pensaba que la música era el único arte que no se limitaba a copiar ideas, sino que en realidad encarnaba la voluntad misma". Consideró la música como un lenguaje universal y atemporal comprendido en todas partes, que puede infundir entusiasmo global, si posee una melodía significativa. El libretto es simplemente una representación lingüística de fenómenos transitorios. Wagner enfatizó la música sobre el libretto en sus obras posteriores después de leer la doctrina estética de Schopenhauer.

## El genio artístico schopenhaueriano
Schopenhauer creía que, si bien todas las personas estaban esclavizadas por la Voluntad, la calidad e intensidad de su sujeción eran diferentes:
Solo a través de la pura contemplación... que se absorbe enteramente en el objeto, son las Ideas comprendidas; y la naturaleza del genio consiste precisamente en la capacidad preeminente para tal contemplación... (E)sta exige un completo olvido de nuestra propia persona.
La experiencia estética emancipa temporalmente al sujeto del dominio de la Voluntad y lo eleva a un nivel de pura percepción. "Al producirse una apreciación estética, la voluntad desaparece por completo de la conciencia". El arte genuino no puede ser creado por nadie que simplemente siga las reglas artísticas estándar. Se requiere un genio, es decir, una persona que crea arte original sin preocuparse por las reglas. También se suponía que la personalidad del artista estaba menos sujeta a Voluntad que la mayoría: tal persona era un genio schopenhaueriano, una persona cuyo excepcional predominio del intelecto sobre Voluntad los hacía relativamente distantes de los cuidados y preocupaciones terrenales. El poeta que vive en una buhardilla, el profesor distraído, Vincent van Gogh luchando contra la locura, son todos (al menos en la mente popular) ejemplos de genios de Schopenhauer: tan fijos en su arte que descuidan el "negocio de la vida" que en la mente de Schopenhauer sólo significaba el dominio de la voluntad malvada y dolorosa. Para Schopenhauer, la relativa falta de competencia del artista y del pensador para las actividades prácticas no era un mero estereotipo: era causa y efecto.

## Influencia
Al proponer que el arte podía ofrecer liberación de la Voluntad, Schopenhauer elevó el arte de la mera artesanía o decoración, y sostuvo que el arte ofrecía potencialmente una liberación temporal de la lucha sin objetivo de la Voluntad en la naturaleza. En efecto, Schopenhauer convirtió el arte en una religión sustituta al ofrecer una doctrina de salvación a través de experiencias estéticas. Los artistas no eran meras manos hábiles; eran sacerdotes o profetas de esta doctrina. Esta enseñanza explica en gran medida el atractivo de Schopenhauer para los miembros de las comunidades creativas durante la segunda mitad del siglo XIX. Su doctrina de la estética justificó el trabajo artístico como un asunto de máxima importancia en la sociedad humana.
La estética de Schopenhauer sigue siendo influyente hoy y es quizás la parte más duradera de su filosofía. Se demuestra su atractivo para las generaciones posteriores de románticos y para todas las escuelas de bohemia. Wagner le envió a Schopenhauer una nota en la que expresaba su profunda gratitud por la discusión de Schopenhauer sobre la música. La filosofía de Schopenhauer en general dejó una profunda impresión en varios escritores importantes, especialmente Thomas Hardy, Marcel Proust, Stéphane Mallarmé, Thomas Mann, Ivan Turgenev y Samuel Beckett.
La estética de Schopenhauer fue directamente responsable del surgimiento de los simbolistas y sus movimientos aliados, y del desarrollo general del concepto de arte por el arte. Influyó profundamente en la estética de Friedrich Nietzsche, aunque finalmente rechazó la concepción de Schopenhauer de la voluntad como malvada, cuya famosa oposición de lo apolíneo y lo dionisíaco es una traducción de la oposición de Schopenhauer del intelecto contra la voluntad en términos de la mitología griega. Cuando la crítica marxista del capitalismo se convirtió en un guiso estético, la visión esencialmente ascética de Schopenhauer del propósito del arte sentó las bases para la oposición del kitsch versus la vanguardia que se encuentra en críticos como Clement Greenberg. Las creencias contemporáneas de que la creación artística no debe ser influenciada por ganancias financieras o las demandas de mecenas o clientes, y la creencia de que los mejores artistas son aquellos que crean formas de expresión nuevas y sin precedentes, en lugar de aquellos que desarrollan formas ya existentes, todo debe mucho a la influencia de Schopenhauer.
Santayana alabó la doctrina de Schopenhauer de que la tragedia se benefició el público, ya que les ayudó a negar la Voluntad de vivir y alejarse de la vida. “Él [Schopenhauer] pensó que la tragedia era hermosa porque nos separaba de un mundo turbulento y no pensaba que un mundo turbulento era bueno, como lo hacían esos optimistas indescriptibles, porque hacía una tragedia tan hermosa. Es agradable encontrar que entre todos estos filósofos uno al menos era un caballero".

## Citas
"… las cosas son ciertamente hermoso a la vista, pero para ser ellos es algo muy diferente." (El mundo como voluntad y representación, vol. II, cap. XLVI)
"… placer estético en lo bello consiste, en gran medida, en el hecho de que, cuando entramos en el estado de pura contemplación, nos elevamos por el momento por encima de todo querer, por encima de todos los deseos y afanes; estamos, por así decirlo,, deshacerse de nosotros mismos". (El mundo como voluntad y representación, vol. I, párrafo 68)
“Quizás la razón por la que los objetos comunes en la naturaleza muerta parecen tan transfigurados y, en general, todo lo pintado aparece bajo una luz sobrenatural es que entonces ya no miramos las cosas en el flujo del tiempo y en la conexión de causa y efecto… Al contrario, somos arrebatados de ese flujo eterno de todas las cosas y trasladados a una eternidad muerta y silenciosa. En su individualidad, la cosa misma estaba determinada por el tiempo y por las condiciones [causales] del entendimiento; aquí vemos abolida esta conexión y sólo queda la Idea platónica ". (Manuscritos berlineses, vol. I, § 80)